# Брюксел-Хале-Вилворде
Брюксел-Хале-Вилворде (на нидерландски: Brussel-Halle-Vilvoorde; на френски: Bruxelles-Hal-Vilvorde) е избирателен и съдебен район в Белгия. Неговият статут е в центъра на тежката политическа и конституционна криза в страната през първите години на 21 век.
Брюксел-Хале-Вилворде включва територията на:
- Двуезичиният Столичен регион Брюксел, в който официални езици са френският и нидерландският и който съвпада с административния окръг Брюксел-Столица.
- Съседната част от провинция Фламандски Брабант, в която официален език е само нидерландският, която съвпада с административния окръг Хале-Вилворде. В този район има няколко общини с езикови улеснения, в които френскиговорещите са значителна част от населението и се ползват с допълнителни права.

Докато останалите избирателни окръзи в страната съвпадат с територията на съответната провинция и съответно се гласува или за френскоезични, или за нидерландскоезични партии, избирателите в Брюксел-Хале-Вилворде могат да гласуват както за френскоезични, така и за нидерландскоезични листи. Това създава дискриминационно предимство за френскоезичните избиратели в Хале-Вилворде, които са единствените жители на едноезична провинция, които могат да гласуват за листа на партия от друга езикова общност. Този факт поставя поставя под съмнение конституционността на изборите, като през 2010 година няколко нидерландскоезични общини бойкотират федералните избори.
Споровете за статута на Брюксел-Хале-Вилворде се превръщат в централен проблем при продължителните преговори за съставяне на федерално правителство през 2007-2008 и 2010-2011 година. Фламандските партии настояват за разделяне на района, като Хале-Вилворде се обедини с останалата част на Фламандски Брабант в един нидерландскоезичен район, а Брюксел остане двуезичен. Френскоезичните партии се обявяват за запазване на настоящото положение или се опитват да получат отстъпки за френскоезичните общини във Фламандски Брабант в замяна на подкрепа за разделянето на района.